# Podnoszenie ciężarów na Letnich Igrzyskach Olimpijskich 2004 – waga lekkociężka kobiet
Rywalizacja w wadze do 69 kg kobiet w podnoszeniu ciężarów na Letnich Igrzyskach Olimpijskich 2004 odbyła się 19 sierpnia w Hali Olimpijskiej Nikea. W rywalizacji wystartowało 11 zawodniczek z 10 krajów. Tytułu sprzed czterech lat nie obroniła Chinka Lin Weining, która tym razem nie startowała. Nową mistrzynią olimpijską została jej rodaczka - Liu Chunhong, srebrny medal wywalczyła Węgierka Eszter Krutzler, a trzecie miejsce zajęła Zariema Kasajewa z Rosji.

## Wyniki
| Pozycja | Zawodnik            | Reprezentacja    | Grupa | Waga  | Rwanie | Rwanie | Rwanie | Podrzut | Podrzut | Podrzut | Wynik |
| Pozycja | Zawodnik            | Reprezentacja    | Grupa | Waga  | 1      | 2      | 3      | 1       | 2       | 3       | Wynik |
| ------- | ------------------- | ---------------- | ----- | ----- | ------ | ------ | ------ | ------- | ------- | ------- | ----- |
| 1. !    | Liu Chunhong        | Chiny            | A     | 68,14 | 115,0  | 120,0  | 122,5  | 147,5   | 153,0   | —       | 275,0 |
| 2. !    | Eszter Krutzler     | Węgry            | A     | 68,41 | 117,5  | 122,5  | 122,5  | 142,5   | 145,0   | 153,5   | 262,5 |
| 3. !    | Zariema Kasajewa    | Rosja            | A     | 68,67 | 115,0  | 117,5  | 120,0  | 140,0   | 145,0   | 147,5   | 262,5 |
| 4       | Sławejka Rużinska   | Bułgaria         | A     | 68,23 | 110,0  | 115,0  | 115,0  | 135,0   | 142,5   | 145,0   | 250,0 |
| 5       | Wanda Masłowśka     | Ukraina          | A     | 67,72 | 105,0  | 110,0  | 110,0  | 130,0   | 135,0   | 140,0   | 245,0 |
| 6       | Milena Trendafiłowa | Bułgaria         | A     | 68,21 | 105,0  | 107,5  | 107,5  | 130,0   | 130,0   | 132,5   | 237,5 |
| 7       | Madeleine Yamechi   | Kamerun          | A     | 68,40 | 100,0  | 105,0  | 105,0  | 130,0   | 135,0   | 135,0   | 235,0 |
| 8       | Ubaldina Valoyes    | Kolumbia         | A     | 68,31 | 102,5  | 102,5  | 105,0  | 127,5   | 127,5   | 132,5   | 232,5 |
| 9       | Irene Ajambo        | Uganda           | A     | 68,77 | 60,0   | 65,0   | 65,0   | 80,0    | 85,0    | 90,0    | 150,0 |
| —       | Kang Mi-suk         | Korea Południowa | A     | 68,68 | 100,0  | 105,0  | 105,0  | 125,0   | 125,0   | 125,0   | —     |
| —       | Sibel Şimşek        | Turcja           | A     | 68,97 | 115,0  | 115,0  | 115,0  | —       | —       | —       | —     |